# Aureolus
Aureolus († 268 in Mailand) war Befehlshaber der Kavallerie des römischen Kaisers Gallienus.

## Leben
Aureolus war Daker niederer Herkunft. 260 besiegte er bei Mursa am Unterlauf der Drau den Usurpator Ingenuus, der sich in Pannonien hatte zum Gegenkaiser ausrufen lassen. Aureolus wurde von Gallienus zum Befehlshaber des neu aufgestellten und in Mediolanum (Mailand) stationierten selbstständigen Reiterheeres ernannt. In dieses Heer waren die besten Leute aus den Reiterkontingenten der Legionen und Auxiliareinheiten eingegliedert worden. 261 besiegte Aureolus bei Serdica den Usurpator Macrianus und seinen gleichnamigen Vater auf ihrem Feldzug nach Italien. 265 begleitete er Kaiser Gallienus auf seinem Feldzug gegen das Gallische Sonderreich, wo er durch verräterisches Verhalten die Position des Kaisers schwächte, so dass dieser einen zuvor errungenen Sieg über Postumus nicht ausnutzen konnte. Kurz darauf folgte jedoch die Aussöhnung mit dem Kaiser.
268 betraute Gallienus Aureolus mit der Sicherung Oberitaliens, während sich der Herrscher selbst nach Makedonien begab, um die dort eingefallenen Goten und Heruler zu bekämpfen. Aureolus wechselte erneut die Seiten und ließ für Postumus Münzen prägen. Dieser machte jedoch keine Anstalten, nach Italien zu marschieren. Gallienus kehrte nach einem Sieg über die eingefallenen Stämme rasch zurück und besiegte Aureolus in einer Schlacht bei Mediolanum, so dass dieser sich in die Stadt zurückziehen musste, wo er sich möglicherweise selbst zum Kaiser ausrief. Während der Belagerung der Stadt wurde Gallienus von verräterischen Generälen ermordet. Aureolus ergab sich dem neuen Kaiser Claudius Gothicus, wurde jedoch von dessen Soldaten umgebracht.